# Pogononeura
Pogononeura  es un género monotípico de plantas herbáceas,  perteneciente a la familia de las poáceas. Su única especie: Pogononeura biflora Napper, es originaria del este de África.